# The Darwin Awards (film)
The Darwin Award är en amerikansk komedifilm från 2006 som delvis bygger på ett urval av de händelser som tilldelats utmärkelsen med samma namn. 
Medverkande i filmen är bland andra Joseph Fiennes, Winona Ryder, David Arquette och Juliette Lewis. I filmen medverkar även Adam Savage och Jamie Hyneman från TV-serien Mythbusters.